# Смрт Уроша V
Смрт Уроша V је историјска трагедија коју је 1825. године написао Стефан Стефановић и која се сматра првом оригиналном српском историјском драмом у модерном смислу те речи и једном од најбољих из тог жанра. Базирана је на мотиву из народне традиције о томе да је последњег српског цара Уроша (1355—1371) убио његов некадашњи сарадник Вукашин Мрњавчевић (1365—1371) кога је Урош претходно уздигао на ранг свог савладара дајући му титулу краља и препуштајући му владавину државом. Он је додатно разрађен приказом историјског сукоба међу властелом, али и Душановим (краљ 1331—1346, цар 1346—1355) грехом (убиством свог оца Стефана Дечанског (1322—1331)у Звечану 1331. године) због којег његова душа нема мира и због кога је последњег Немањића стигла божија казна у лику Вукашина који преузима власт и жели да затре светородну династију Немањића.
У драми се појављује читав низ како епских личности, тако и историјских личности којима се махом придаје карактер из српске народне поезије. Тако се рецимо супруга Душана Силног и српска царица Јелена у драми назива Роксандром по узору на Душанову супругу из народне епске песме „Женидба Душанова“. У самом тексту се осећају утицаји Шилера и Шекспира, али су они више само узори, за разлику од Стерије и Лазе Костића код којих је Шекспиров утицај много већи и директнији. Једна од замерки које се могу ставити на рачун драме је преопширност неких делова, тако да би се драма могла скратити за скоро половину укупне дужине, али при томе нема потребе за брисањем било које сцене, пошто се оне сасвим логично прате и допуњују и неопходне су за нормалан ток радње.
Трагедија је подељена у пет чинова, мада је можда на почетку имала свега четири. Иако је доживела значајан успех током првих извођења у јесен 1825. године, штампана је први пут тек 1841. године у Пешти, због чега је пала у заборав, пошто је за то време Стерија објавио нека од својих дела. Један од разлога за овако касно њено штампање могао би се наћи и у Стефановој прераној смрти 1826. године, али и у сукобу са клерикалним митрополитом Стефаном Стратимировићем (1790—1836) који је због неких споредних сцена за које је оцењено да руше углед цркве и њених службеника планирао да спали оригинални рукопис, а касније је успео да привремено спречи њено извођење.

## Радња драме
Током првог чина, писац нас лагано уводи у ток радње, прво приказујући Вукашина и његовог слугу Арсојевића који кују планове да убију срдара (сердара) Плакиду, а потом и Уроша који ужива са својом супругом Јелисаветом у животу и није свестан злодела која по земљи спроводи Вукашин. Потом се приказује скуп властеле незадовољне Урошевом пасивношћу и Вукашиновом осионошћу који покушава да наговори замонашену царицу-мајку Роксандру да утиче на свог јединца и отвори му очи о Вукашиновим злоделима. Током њиховог разговора долази Плакида који их извештава о Вукашиновом нападу на њега у Охриду и убиства његове породице, на челу са ћерком Милицом која је погинула борећи се и бранећи оца. Током разговора Роксандра му саопштава да Милица није погинула, већ да је са њом у манастиру свете Варнаве, после чега је доводи. Завршну сцену чина представља Арсојевићево убиство Плакиде стрелом из даљине да га остали не виде и долазак Марка Краљевића, који је заљубљен у Милицу, на сцену и његово обећање да ће осветити њеног оца.
Други чин започиње великим сабором српске властеле на коме су са једне стране груписани Мрњавчевићи са Арсојевићем, а са друге остале велможе и међу њима долази до вербалних инцидената. Потом на сцену ступа Урош пред којим властела оптужује Вукашина да је злотвор и да угњетава земљу, али он њихове оцене оцењује као издајничке и крунише Вукашина за краља. Остали напуштају сабор, а у разговору између Уроша и Вукашина који воде после тога цар њему предаје сву власт над земљом, али се јавља и захлађење, до тада врло топлог, Вукашиновог приступа Урошу. Након тога долази до насамо разговора између Уроша и царице-мајке Роксандре у коме му она указује на Вукашинова злодела, али он остаје глув и за њене исказе и захтеве, после чега се они растају тешким речима у којима се мајка практично одриче сина. Крај чина представља Вукашиново ликовање над сопственим успехом и његов разговор са Арсојевићем у коме му он сугерише да његава круна неће никада бити сигурна до год је Урош жив, да би на самом крају чина Арсојевић када остане сам гласно ликовао над успехом своје сплетке речима:„Урош мора пузити и слуга може доскочити“.
На почетку трећег чина Марко Краљевић и Вукашин воде подужи разговор током кога му син указује на његово лоше опхођење према Урошу, на шта му Вукашин одговара да га тај Немањић више не занима и да сада они Мрњавчевићи владају и да је круну за њега, Марка, освојио својим јуначким делима. Међутим Марко му на то одговара да не жели такву круну и њих двојица се у бесу растају. Потом долази до дијалога између Уроша и Вукашина у коме га Вукашин оптужује за издају и напада, на шта Урош одговара помирљивим и умилним тоном. Током разговора Вукашин му пружа нож, тражећи од њега да бар једном у животу буде човек и да сам себи и другима прекрати муке. Њихов разговор окончава Вукашиновим одговором на његово питање шта га мучи односно шта би желео од њега, а који гласи:„Умри!Да у теби нестане Немањић и да мирно царевати могу!“. Урош након тога ламентира над својом тужном судбином и жали за безбрижним временима, након чега почиње да размишља о томе да оде до неког од побуњених велможа и од њих затражи помоћ, али одбацује ту идеју закључујући да није за владара неко као Урош, већ неко као Вукашин. Након тога му се прикључује и Јелисавета, којој он на крају признаје своје муке.
Чин се након тога наставља у Душановој задужбини, манастиру светих Архангела код Призрена у коме намесник манастира Теодосије врши последње припреме да угости и да се додвори новом владару Вукашину, који са свитом долази у манастир да прослави победу над Синишиним трупама под Скадром. Док надгледа последње припреме, он разговара са дечанским монахом Јевремом који му описује чудна дешавања у манастиру Дечани и приказивање самог светог краља Дечанског двојици болесника који су се пред манастирском црквом ноћили. Он им се том приликом обратио речима:„Божји ће угодници процвилети, Србија ће у крви пливати, јер је син руком својом убио родитеља!“Потом му Јеврем указује индиректно на Душанов грех тј. одговорност за дављење његовог оца у Звечану. Вукашин са пратњом стиже у манастир и одлази на гозбу, остављајући Уроша да плаче над очевим гробом (на коме је јасно исписано Стефан Душан силни, император всеј Сербији, Болгарији и Романији) у манастирској порти. Током тужења му се прикључује и Марко Краљевић, који од њега захтева да се тргне и покрене против Вукашина. Пред крај чина пијана Вукашинова пратња се подсмева Урошу и пева:„Живео цар Вукашин“, да би им се потом прикључио у просторији и сам Урош, али за столом за њега нема места. Завршну сцену у чину представља Вукашиновово приморавање младог цара који стоји крај стола да му пева да га разоноди. Урош почиње да пева кроз сузе, али прекида песму после чега Вукашин потеже мач и креће на њега да га убије, али у последњем трену на у просторију упада Марко који брани цара и разоружава Вукашина.
Четврти чин отпочиње Вукашиновим размишљањима, после чега му се прикључује Угљеша у покушају да га уразуми и да га нагна да врати власт Урошу. Вукашин му одговара аргументом који користи све време током представе, а то је да је он најбољи српски јунак и да је он Царство задобио својом снагом и јунаштвом, док Урош ничим није показао да је достојан истога. Том приликом он наводи да је он био толики јунак да се он први попео на Прилепске бедеме кад су их са Душаном освајали, на шта му Угљеша иронично поставља питање где су били остали срдари и Душан, да ли су седели у табору и пили вино и шта је са хиљадама српских војника који су своје кости оставили под тим истим бедемом током борби. Њихова расправља се захуктава и окончава бесним Угљешиним одласком, након што је свом брату упутио тешке речи подсетивши га да је на крају битан само један судија, а њега је немогуће подмити свим златом овог света. Истовремено Урош и Марко разговарају и велики јунак отвара Урошу своје срце и признаје да је заљубљен у Плакидину ћерку Милицу. Урош је одушевљен том информацијом и жељан је да је упозна, након чега Марко одлази по њу, а Урошу се придружује Југ Богдан који га извештава да Вукашин мучи сиротињу пред двором у Неродимљу и њих двојица крећу да му се супродставе. Пред двором долази до расправе између цара и краља и Вукашин се поново лаћа мача да убије Уроша, али га Арсојевић задржава дискретно му напомињући да је превише људи присутно за такав чин и да је боље да их обојицу затвори у тамницу, да их у њој поједе мрак. Чин се окончава Јелисаветиним преклињањем Вукашина да јој дозволи да посети њеног Уроша у тамници, што јој он на крају и допушта.
Последњи чин започиње разговором Уроша и Јелисавете у тамници који прекида Марко Краљевић који буздованом разбија тешка врата, после чега голим рукама кида ланце на Урошевим рукама. Њих двојица се после тога договарају да оду у Дубровник и одатле организују отпор, а Јелисавета преклиње Уроша да је поведе са собом, али он то одбија и они одлазе, док се Јелисавета опрашта од свог љубљеног мужа предосећајући да га види по последњи пут. Након њиховог одласка, у тамницу стижу Вукашин и Арсојевић који од Јелисавете сазнају где су се они упутили и крећу за њима да их убију. Недалеко од Неродимља се одмара Мирко са својим трупама којима се придружује Југ Богдан, кога је Угљеша ослободио, након чега се они упућују цару у сусрет. Марко и Урош застају да се одморе близу манастира свете Варнаве и Марко одлази по Милицу, док Урош остаје да спава. Из сна га буди сен његовог оца Душана која му саопштава да његова душа још увек лута светом и нема спокоја због његовог греха тј. због убиства рођеног оца. Она наводи да је једини начин да она нађе спокој да се за њега жртвује његов невини син Урош и да на тај начин спере очеву крв са његових руку. Сен приказује Урошу будућност тј. пропаст Србије који следи и захтева од њега да се одлучи да ли ће да помогне Србији или очевој души, на шта му се Урош заветује да ће умрети за њега и сен одлази. Након тога се око Уроша окупљају Марко, Милица, Роксандра и други, а у завршној сцени Вукашин стрелом погађа Уроша, након чега прилази у Арсојевићевом друштву да провери да ли га је коначно убио. Марко креће на оца да освети свог цара и пријатеља, али га Урош зауставља и у самртном ропцу опраштао Вукашину који тек тада схвата шта је зашправо учинио и у бесу вади мач из корица и убија Арсојевића који је својим сплеткарењем довео до свега тога.

## Ликови у драми
| Ликови у драми                                                                       |                              |                                                                    |                  |
| Име                                                                                  | Улога                        | Историјски еквивалент                                              | Епски еквивалент |
| Урош Немањић V                                                                       | последњи цар српски          | цар Стефан Урош V Немањић (1355—1371)                              | Урош Нејаки      |
| Јелисавета                                                                           | супруга његова               | царица Ана (монахиња Јелена)                                       |                  |
| Роксандра                                                                            | мати његова                  | царица Јелена (монахиња Јелисавета)                                | Роксанда         |
| Вукашин                                                                              | краљ српски                  | краљ Вукашин Мрњавчевић (савладар 1365—1369, самостално 1369—1371) | Краљ Вукашин     |
| Краљевић Марко                                                                       | син његов                    | краљ Марко Мрњавчевић (1371—1395)                                  | Краљевић Марко   |
| Угљеша                                                                               | брат Вукашинов               | деспот Угљеша Мрњавчевић                                           | Деспот Угљеша    |
| Теодосије                                                                            | намесник у манастиру         |                                                                    |                  |
| Јеврем                                                                               | духовник из другог манастира |                                                                    |                  |
| Плакида                                                                              | сердар                       |                                                                    |                  |
| Милица                                                                               | кћи Плакидина                |                                                                    |                  |
| Теофил                                                                               | певац дворски                |                                                                    |                  |
| Југ Богдан                                                                           | сердар                       | (Вратко Немањић, отац кнегиње Милице)                              | Југ Богдан       |
| Грбљановић Лазар                                                                     | сердар                       | кнез Лазар Хребељановић (1371—1389)                                | Цар Лазар        |
| Алтоман                                                                              | сердар                       | кнез Алтоман Војиновић (1347—1359)                                 |                  |
| Бучин                                                                                | сердар                       |                                                                    |                  |
| Мирко                                                                                | сердар                       |                                                                    |                  |
| Вук Бранковић                                                                        | сердар                       | Вук Бранковић                                                      | Вук Бранковић    |
| Жарко                                                                                | сердар                       |                                                                    |                  |
| Прилап                                                                               | сердар                       |                                                                    |                  |
| Војновић                                                                             | сердар                       | вероватно Милош Војиновић                                          | Милош Војиновић  |
| Гојко                                                                                | сердар                       |                                                                    | Гојко Мрњавчевић |
| Арсојевић Никола                                                                     | саветник Вукашинов           |                                                                    |                  |
| Стари војник                                                                         |                              |                                                                    |                  |
| Старац с народом                                                                     |                              |                                                                    |                  |
| Ловац намастирски                                                                    |                              |                                                                    |                  |
| Љубивој, војник                                                                      |                              |                                                                    |                  |
| Војници Миркови                                                                      |                              |                                                                    |                  |
| Сен Душанова тј. Стефана Силног                                                      | оца Урошевог                 | цар Стефан Урош IV Душан                                           | Цар Стјепан      |
| Први, други, трећи војник                                                            |                              |                                                                    |                  |
| На сцени се поред тога појављује још много сердара, војника, простог народа и слугу. |                              |                                                                    |                  |

## Историјска дешавања и локације обрађене у драми
Током целог драмског текста, кроз њега се прожимају стварна историјска збивања. Само незадовољство српске односно рашке властеле Вукашином и његовом савладарењу са Урошем, које се јавља на самом почетку драме, је један од фактора који је довео коначног слома Српског царства. Управник Охрида Плакида кога из њега на почетку протерује Вукашин и чија ћерка је у отвореној љубави са Марком Краљевићем, може се у неку руку поистоветити са Гргуром Бранковићем који је око 1365. године (те године је Урош крунисао Вукашина за краља савладара) заједно са братом Вуком, напустио Охрид и повукао се у Дреницу, а његова супруга га је напустила и отишла да живи је са Марком Мрњавчевићем.
У драмску радњу је укључена и сумњива смрт Стефана Дечанског који је под неразјашњеним околностима удављен у Звечанском Граду 1331. године, неколико месеци након што га је Душан заробио код Неродимља, збацио са власти и крунисао се. Иако се не зна са сигурношћу шта се догодило, сматра се да је Душан наредио очево убиство и да је то главни разлог због којег је он једини Немањић који није канонизован. Такође се у тексту и на неколико места помиње и Душанов полубрат Симеон Синиша (1359—1371) који се након његове смрти прогласио за цара и самостално владао деловима Тесалије и Епира. Он је покушао и да оружјем сузбије Уроша са престола, али су његове трупе поражене 1358. године под Скадром (што се помиње и у самој представи), након чега се он више није укључивао у сукобе у Србији.
У делу се помиње у Душаново заузеће византијског Прилепа 1332. године, који је касније постао средиште Вукашинове државе. Сукоб између Вукашина и рашке властеле предвођене Алтомановића и Лазара) је кулминирао битком на Косову 1369. године у којој је цар Урош отворено стао на страну рашке властеле која је у бици поражена. Сам Лазар се повукао на самом почетку битке када му је постало јасно да су Вукашинове снаге надмоћније, док су Урош и Никола отпочели бој. Током битке, њихове снаге су поражене, Никола је јуначким држањем успео да се, иако рањен, спасе, док је Урош пао у Вукашиново заробљеништво у коме се кратко задржао.
Поред историјских ликова и дешавања, у драми се јављају и неке локације које су карактеристичне за то доба. То је превасходно:
- Дворац Неродимље на обронцима Шаре код данашњег Урошевца

али и:
- Градови Охрид, Призрен, Прилеп, Крушевац и Дубровник који су у то доба били битна седишта обласних моћника
- Манастир светих Архангела код Призрена, задужбина Душана Силног